# Marcelo Jucá
Marcelo Dias Jucá (Rio de Janeiro, 18 de setembro de 1963) é um nadador brasileiro, que participou de duas edições dos Jogos Olímpicos pelo Brasil.
Formado em direito, mora no Rio de Janeiro e exerce a profissão de advogado.

## Trajetória esportiva
Começou na natação por influência do irmão, que nadava, e por não ter com quem ficar durante o período da aula. Aos nove anos sofreu um grave acidente que quase o deixou paraplégico e, por indicação da fisioterapeuta, voltou às piscinas para fazer reabilitação; quando recebeu alta médica, era o melhor nadador das categorias de base e, aos 13 anos, estava na equipe adulta de natação do Flamengo.
Nas Olimpíadas de 1980 em Moscou 1980, nadou os 400 metros livre e 1500 metros livre, não chegando à final das provas.
Participou no Campeonato Mundial de Esportes Aquáticos de 1982 em Guayaquil, onde ficou em sétimo lugar na final dos 4x200 metros livre, décimo nos 1500 metros livre, e 22º nos 400 metros livre.  As condições foram adversas no Equador; Ricardo Prado deu uma declaração a um jornal brasileiro contando a situação: "O hotel onde nos hospedamos não era bom. Ele ficava em frente à rodoviária de Guayaquil. Eu consegui chegar à final dos 200 metros medley, mas eu fiquei fraco porque a comida era terrível, e depois não consegui mais bons resultados na competição". Prado desembarcou no Brasil com a medalha de ouro no pescoço e uma grande micose na barriga. Djan Madruga teve pior sorte: ele contraiu febre tifóide.
Nadou pela Universidade do Alabama de 1982 a 1985 e foi campeão da Conferência Americana SEC.
Na  Universíada de 1983 em Edmonton, Marcelo Jucá terminou em quarto lugar nos 400 metros livre, quarto lugar nos 1500 metros livre, e oitavo nos 100 metros borboleta.
Nos Jogos Pan-Americanos de 1983 em Caracas, ganhou duas medalhas de prata nos 1500 metros livre e no revezamento 4x200 metros livre, junto com Jorge Fernandes, Cyro Delgado e Djan Madruga, além de uma medalha de bronze nos 400 metros livre. Também terminou em sétimo lugar nos 100 metros borboleta.
Nas Olimpíadas de 1984 em Los Angeles, terminou em nono nos 4x200 metros livre, 12º nos 4x100 metros medley, 15º nos 400 metros livre, e 17º nos 1500 metros livre.
Jucá participou do Campeonato Pan-Pacífico de Natação de 1985, em Tóquio, a primeira edição da competição, onde terminou em sexto lugar nos 400 metros livre, e oitavo lugar nos 200 metros borboleta.
Na Universíada de  1985 em Kobe, terminou em quarto lugar nos 400 metros livre. Nesta competição, bateu o recorde brasileiro nos 100 metros borboleta, que pertencia a Ricardo Prado, com o tempo de 56s19. Foi o único recorde brasileiro que Jucá bateu durante a carreira.
Terminou a faculdade nos Estados Unidos e, em 1987, parou de nadar. Foi por quatro anos seguidos nadador All-American e introduzido no Hall of Fame em 1985. Fez algumas travessias no mar, nos Estados Unidos, no Canadá e na Austrália.